# Дюма, Эми
Э́ми Кристи́н Дюма́ (англ. Amy Christine Dumas, род. 14 апреля 1975, Форт-Лодердейл, Флорида) — американская женщина-рестлер, борец за благополучие животных и певица, более известная под псевдонимом Ли́та. В настоящее время выступает в WWE на бренде Raw, где являлась командной чемпионкой WWE среди женщин с Бекки Линч.
Её часто называют одной из величайших женщин-рестлеров, она также является одной из самых популярных женщин-рестлеров в WWE и была введена в Зал славы WWE в 2014 году. Она считается одной из икон эпохи Attitude.
Первоначально использовав имя Анжелика, Дюма начала свою карьеру в рестлинге в Мексике в Consejo Mundial de Lucha Libre (CMLL) в 1998 году, затем недолго работала в независимых промоушнах США в начале 1999 года, а затем в течение 6 месяцев работала в Extreme Championship Wrestling (ECW). Затем Дюма подписала контракт с World Wrestling Federation (WWF, позже WWE) в ноябре 1999 года и дебютировала в феврале 2000 года под именем Лита. Первоначально она выступала в паре с Эссой Риосом, но наибольшего успеха добилась вместе с Мэттом и Джеффом Харди в команде Team Xtreme, а в 2005—2006 годах выступала в роли хила, в том числе в качестве менеджера Эджа. Она является четырёхкратной чемпионкой WWE среди женщин.
После ухода из реслинга стала вокалисткой панк-группы The Luchagors.

## Биография
Эми Дюма родилась в городе Форт Лодердейл, Флорида. Всё детство и юность она переходила из школы в школу, и наконец окончила старшую школу Ласситер за полгода до выпуска. После этого она поступила в университет штата Джорджия, из которого ушла через год.

## Карьера в рестлинге

### Тренировка (1999)
Дюма заинтересовалась реслингом после просмотра ТВ-шоу WCW Monday Nitro. Она начала заниматься дзюдо и кикбоксингом, а затем и реслингом. В 1998 году Эми отправилась в Мексику, чтобы побольше узнать о реслинге. Именно в Мексике она познакомилась с Кевином Квином и Рики Сантаной, которые и стали её первыми тренерами. 

После возвращения в США Дюма некоторое время работала в независимых организациях реслинга под именем Анджелика. В том числе она работала в NWA Mid-Atlantic, где познакомилась с братьями Харди, Мэттом и Джефом.

### Extreme Championship Wrestling (1999)
Весной 1999 года Пол Хейман, руководитель ECW, обратился к Эми с предложением вступить в организацию, и вскоре она дебютировала под именем Мисс Конгениальность. Примерно в это время Роб Ван Дам познакомил её с Дори Фанком-младшим, который пригласил её в свою школу реслинга The Funkin' Conservatory. Фанк и его жена составили видеозапись выступлений Дюма и отослали её в World Wrestling Federation.

### World Wrestling Federation / Entertainment (2000—2006)

#### Дебют (1999—2000)
Дюма дебютировала на эпизоде Raw Is War от 5 июля 1999 года в группе Крёстного отца.
После оттачивания мастерства в Memphis Championship Wrestling, Дюма получила имя Лита и стала работать в паре с лучадором Эссой Риосом. Лита и Риос дебютировали в WWF 13 февраля 2000 года в эпизоде Sunday Night Heat, где Риос должен был выиграть титул чемпиона WWF в полутяжёлом весе у Гиллберга (только посмотрев эпизод, они узнали свои новые имена). Лита копировала приёмы Риоса, в частности «лунное сальто» и «хуриканрану», сразу после того, как он выполнял их на сопернике. Эсса Риос и Лита враждовали с Эдди Герреро и Чайной, что привело к матчу за европейское чемпионство между Риосом и Герреро на Backlash. В мае 2000 года была разработана сюжетная линия, в которой Лита застала Риоса за общением с Крёстным отцом и его «шлюхами», что вызвало напряжение между ними. Риос в конце концов ополчился на Литу, напав на неё после того, как она по неосторожности помешала ему выиграть матч, а братья Харди пришли ей на помощь.

#### Team Xtreme (2000—2002)
Как член Team Xtreme, Лита создала более «альтернативный» образ, нося мешковатые штаны со стрингами, которые были подняты высоко над штанами. Сразу после того, как она присоединилась к Team Xtreme, её популярность резко возросла. За время работы в Team Xtreme Лита стала единственной женщиной, которая когда-либо участвовала в матчах TLC в WWF.
В июне 2000 года Team Xtreme начала сюжетную линию с T&A (Тест и Альберт), в которой Лита вступила в соперничество с их менеджером Триш Стратус. Соперничество переросло в длительную вражду между ними, которая продолжалась до окончания карьеры Стратус в 2006 году. Сюжетная линия закончилась вскоре после Fully Loaded, где Лита победила Стратус в матче межгендерных команд из шести человек. После этого две соперницы стали участниками главного события выпуска Raw is War от 31 июля 2000 года в родном городе Литы — Атланте, где состоялся командный матч Лита и Скала против Стратус и Трипл Эйча, который выиграли Лита и Скала. Впоследствии Лита начала враждовать с чемпионкой WWF среди женщин Стефани Макмэн-Хелмсли. В главном событии эпизода Raw is War от 21 августа 2000 года (второе главное событие за 3 недели) Лита победила Стефани и впервые выиграла женское чемпионство.

Лита владела женским чемпионством 73 дня, включая сохранение титула в хардкорном матче против Жаклин 9 октября. Во время своего чемпионства Лита оказалась втянута в сюжетную вражду между Харди и Эджем и Кристианом. В отместку за то, что она часто вмешивалась в их матчи, Эдж и Кристиан лишили Литу женского чемпионства, напав на неё, что помогло Айвори победить её в четырёхстороннем матче 2 ноября на SmackDown!. В то время Айвори состояла в консервативной группировке «Право на цензуру», которая нападала на Литу за её наряды и приёмы. Лита несколько раз пыталась вернуть себе титул, сразившись с Айвори в матче на Survivor Series, где Айвори разрезала нижнюю часть лба Литы каблуком ботинка, и у неё пошла кровь, а затем в другом матче на Rebellion, но каждый раз Лите мешал Стивен Ричардс, наставник Айвори. Оставшуюся часть года она провела в сюжетной линии с потенциальным женихом Дином Маленко, однажды безуспешно бросив ему вызов в борьбе за титул чемпиона WWF в полутяжелом весе. Даже после неоднократных отказов Литы и жестоких избиений со стороны братьев Харди, Маленко был неудержим в своем стремлении завоевать расположение Литы.

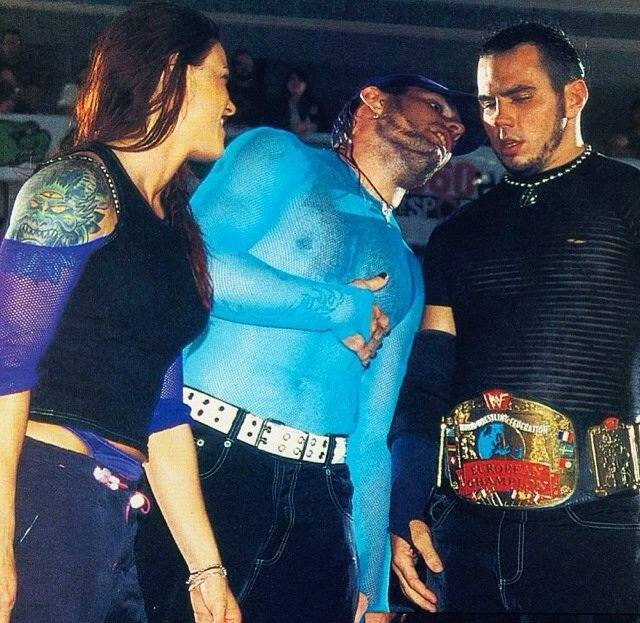
Лита с братьями Харди в 2001 году

В начале 2001 года Лита продолжила вражду с Дином Маленко и победила его в одиночном матче в эпизоде Raw is War от 19 февраля при содействии Мэтта Харди. После матча Харди поцеловал Литу, положив начало их отношениям на экране и превратив их роман в реальной жизни в сюжетную линию. На выпуске Raw is War от 9 апреля она приняла участие в другом главном событии WWF в составе команды Team Xtreme против команды, состоящей из Стефани Макмэн-Хелмсли и «Власти двух людей» (Стив Остин и Трипл Эйч). Они выиграли матч, но после матча Лита подверглась жестокому избиению.

## Личная жизнь
В конце 1999 года Дюма сделала операцию по увеличению груди. Дюма — известная любительница животных. В 2003 году она основала благотворительный фонд помощи животным Amy Dumas Operation Rescue and Education (A.D.O.R.E.).
Дюма от природы брюнетка, хотя на протяжении своей карьеры в WWF/E она красила их в рыжий цвет. У неё множество татуировок: трехглазая зелёная горгулья на верхней части правого бицепса, слово «Панк» на внутренней стороне нижней губы и слово «бунтарь» кириллицей над лопатками, в области шеи, все эти татуировки она сделала в 1990-х годах. В 2007 году она обзавелась на левой руке рукавом с изображением мексиканских черепов, у одного из которых на лбу логотип группы 7 Seconds. Ранее у неё было два пирсинга в языке и ещё два в носу.
В 1999 году Дюма начала встречаться с Мэттом Харди. Они впервые встретились в январе 1999 года на шоу NWA Mid-Atlantic, а через несколько месяцев начали встречаться. В феврале 2005 года стало известно, что Дюма несколько месяцев состояла в романтических отношениях с коллегой-рестлером Адамом Коуплэндом, в то время как Харди находился дома, восстанавливаясь после травмы колена. После публичного разоблачения этого романа Мэтт Харди был уволен из WWE. Через несколько месяцев Харди был вновь принят на работу, а реальная ситуация была переведена в сюжетную линию.
Дюма встречалась с участником группы Шейном Мортоном с 2006 по 2008 год. Дюма также встречалась с Си Эм Панком с 2009 по 2010 год, а затем снова с конца 2012 по сентябрь 2013 года.
После ухода из рестлинга, в 2009 году Дюма купила дом в Никарагуа и делит свое время между домом в Атланте и домом в Никарагуа, где она наслаждается сёрфингом.
Дюма была арестована 9 декабря 2011 года в округе Колумбия, Джорджия, за превышение скорости и вождение с лишением прав. Проведя одну ночь в тюрьме, Дюма была освобождена под залог в размере 2 200 долларов.
Дюма — веган.

## Титулы и достижения
- American Chronicles
  - Женщина года (2006)[27]
- Pro Wrestling Illustrated
  - Вражда года (2005) с Эджем пр. Мэтта Харди[28]
  - Женщина года (2001)
- Pro Wrestling Report
  - Дива года (2006)[29]

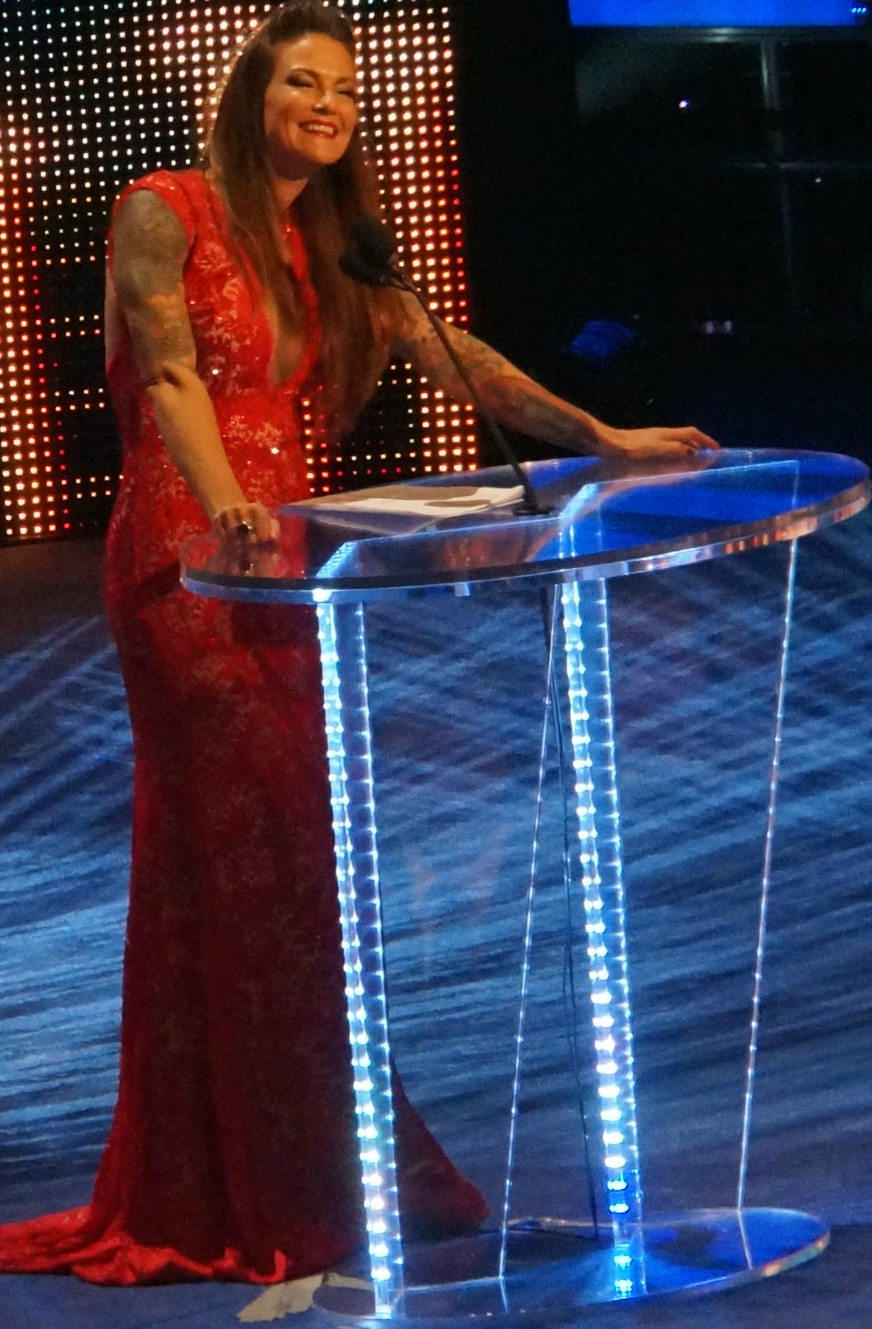
Лита на церемонии введения в Зал славы WWE в 2014 году

- World Wrestling Federation/World Wrestling Entertainment/WWE
  - Чемпион WWF/WWE среди женщин (4 раза)
  - Зал славы WWE (2014)[30]
  - Командный чемпион WWE среди женщин (1 раз) — с Бекки Линч
- Wrestling Observer Newsletter
  - Хужшая вражда года (2004) с Мэттом Харди пр. Кейна[31]